# اتفاقية برن لحماية المصنفات الأدبية والفنية
كانت اتفاقية برن لحماية المصنفات الأدبية والفنية، والتي يُشار لها عادةً باسم اتفاقية برن، عبارة عن اجتماع دولي عقدته عشر دول أوروبية في عام 1886 في مدينة برن السويسرية بهدف الاتفاق على مجموعة من المبادئ القانونية لحماية الأعمال والمصنفات الأصلية. قامت هذه الدول بصياغة واعتماد عقد متعدد الأطراف يتضمن اتفاقيات لنظام موحد وعابر للحدود، أصبح معروفًا بالاسم نفسه. وقد حُدّثت قواعد هذه الاتفاقية عدة مرات منذ ذلك الحين. توفر الاتفاقية للمؤلفين والموسيقيين والشعراء والرسامين وغيرهم من المبدعين وسائل للتحكم في كيفية استخدام أعمالهم، ومن قبل من، وتحت أي شروط. في بعض الولايات القضائية يُشار إلى هذه الحقوق باسم حقوق التأليف والنشر، أما في القارة الأوروبية فيُطلق عليها عمومًا حقوق المؤلفين (بالفرنسية: droits d'auteur، وبالألمانية: Urheberrecht).
حتى نوفمبر/تشرين الثاني 2022، بلغ عدد الدول التي صادقت على اتفاقية برن من قبل 181 دولة من أصل 195 دولة في العالم، معظم هذه الدول أطراف في اتفاقية باريس لعام 1971 أيضاً.
قدّمت اتفاقية برن مفهومَ أن الحماية تبدأ من اللحظة التي يصبح فيها العمل "مثبتاً"، أي كتابته أو تسجيله في وسيلة مادية، وتُستحق للمؤلف تلقائياً جميع حقوق المؤلف في العمل وأي أعمال مشتقة منه، ما لم يتنازل المؤلف صراحةً عنها أو حتى انتهاء مدة حق المؤلف. لا يحتاج المبدع إلى تسجيل أو "طلب" حق المؤلف في الدول الملتزمة بالاتفاقية. كما تفرض الاتفاقية على الدول الاعتراف بالحقوق التي يمتلكها مواطنو جميع الأطراف الأخرى في الاتفاقية. ويُمنح المؤلفون الأجانب نفس الحقوق والامتيازات المتعلقة بحقوق المؤلف التي يتمتع بها المؤلفون المحليون في أي دولة صدقت على الاتفاقية. وقد أنشأت الدول التي تطبق الاتفاقية اتحادًا لحماية حقوق المؤلفين في أعمالهم الأدبية والفنية، يُعرف باسم اتحاد برن.

## المحتوى
تُلزم اتفاقية برن أطرافها بالاعتراف بحماية أعمال المؤلفين من الدول الأخرى الأعضاء في الاتفاقية على الأقل بنفس مستوى الحماية الممنوحة لمواطنيها. على سبيل المثال، يُطبق قانون حقوق المؤلف الفرنسي على أي عمل يُنشر أو يُوزع أو يُعرض أو يُتاح بأي شكلٍ آخر في فرنسا، بغض النظر عن مكان إنشائه الأصلي، إذا كانت دولة المنشأ لهذا العمل من أعضاء اتحاد برن.[بحاجة لمصدر]
بالإضافة إلى إنشاء نظام للمعاملة بالمثل يُوحد حقوق المؤلف بين الأطراف، طلبت الاتفاقية من الدول الأعضاء أيضًا توفير معايير دنيا قوية لقانون حقوق المؤلف.[بحاجة لمصدر]
يجب أن تكون حقوق المؤلف بموجب اتفاقية برن تلقائية؛ حيث يُمنع اشتراط التسجيل الرسمي. ومع ذلك، عندما انضمّت الولايات المتحدة إلى الاتفاقية في 1 مارس/آذار 1989، استمرت في تقييد منح التعويضات القانونية وأتعاب المحامين على الأعمال والمصنفات المسجلة فقط.
إلا أن قرار محكمة مقاطعة ديلاوير الفيدرالية في قضية موبيرغ Moberg ضد ليغي Leygues عام 2009 أكّد أن الحماية التي توفّرها اتفاقية برن من المفترض أن تكون "سلسة" بالأساس، أي أنه لا يمكن فرض أي متطلبات تسجيل على عملٍ صادرٍ من دولةٍ عضو في اتفاقية برن. هذا يعني أنه يمكن للدول الأعضاء في برن أن تطلب تسجيل أو إيداع الأعمال والمصنفات المنشأة داخل حدودها، لكن لا يمكنها فرض هذه الإجراءات الشكلية على الأعمال من دول أعضاء أخرى في الاتفاقية.

### قابلية التطبيق
بموجب المادة 3، تسري حماية الاتفاقية على رعايا الدول الأطراف في الاتفاقية والمقيمين فيها، وعلى المصنفات التي نُشرت أولاً أو نُشرت في نفس الوقت (بموجب المادة 3 (4)، حيث تُعرّف كلمة "في الوقت نفسه" بأنها "خلال 30 يومًا") في دولة طرف في الاتفاقية. وبموجب المادة 4، تسري الحماية أيضاً على الأعمال السينمائية التي يقوم بها أشخاص لهم مقر أو إقامة معتادة في دولة طرف في الاتفاقية، وعلى الأعمال المعمارية الواقعة في دولة طرف.

### دولة المنشأ
تعتمد الاتفاقية على مفهوم "دولة المنشأ". في العادة، يكون تحديد دولة المنشأ أمراً واضحاً ومباشراً: عندما يُنشر العمل في دولةٍ طرفٍ في الاتفاقية فقط ولا يُنشر في أي مكان آخر، فتكون هذه هي دولة المنشأ. ومع ذلك، وفقًا للمادة 5 (4)، إذا نُشر العمل/المصنف "في نفس الوقت" ("خلال 30 يومًا") في عدة دول أعضاء في الاتفاقية، تُعتبر الدولة التي تتمتع بأقصر مدة حماية هي دولة المنشأ.
بالنسبة للأعمال التي تُنشر في نفس الوقت في دولة طرف ودولة أو أكثر غير طرف، تُعتبر دولة الطرف هي دولة المنشأ. أما بالنسبة للأعمال والمصنفات غير المنشورة أو الأعمال والمصنفات التي نُشرت لأول مرة في دولة غير طرف (دون نشر خلال 30 يومًا في دولة طرف)، فإن جنسية المؤلف عادةً ما تحدد دولة المنشأ إذا كان من مواطني دولة طرف. (هناك استثناءات للأعمال السينمائية والمعمارية).
في عصر الإنترنت، قد يُعتبر النشر غير المقيد عبر الإنترنت نشراً في كل ولاية قضائية متصلة بالإنترنت بشكلٍ كافٍ حول العالم. ولا يزال من غير الواضح ما يعنيه ذلك بالنسبة لتحديد "دولة المنشأ". في قضية كيرنل Kernel ضد موسليMosley (2011)، خلُصت محكمة أمريكية "إلى أن العمل الذي المُنشِأ خارج الولايات المتحدة، ورُفع وحُمّل في أستراليا ومملوك لشركة مسجلة في فنلندا، يُعتبر مع ذلك عملاً أمريكياً بحكم نشره على الإنترنت". ومع ذلك، وصلت محاكم أمريكية أخرى في حالات مماثلة إلى استنتاجات مختلفة، مثل قضية هاكان موبرغ Håkan Moberg ضد شركة 33T LLC (2009). ولا تزال مسألة تحديد دولة المنشأ للنشر الرقمي موضوعاً مثيراً للجدل بين الأكاديميين القانونيين.

### مدّة الحماية
تنصّ اتفاقية برن على أن جميع الأعمال والمصنفات، ما عدا التصوير الفوتوغرافي والأعمال السينمائية، يجب أن تُحمى لمدة لا تقل عن 50 عاماً بعد وفاة المؤلف، مع حرية الأطراف في تقديم مدد حماية أطول، كما فعل الاتحاد الأوروبي في توجيهه لعام 1993 حول توحيد مدة حماية حق المؤلف. بالنسبة للتصوير الفوتوغرافي، تحدد الاتفاقية مدة حماية لا تقل عن 25 عاماً من سنة إنشاء الصورة، أما للأعمال السينمائية فإن الحد الأدنى هو 50 عاماً بعد العرض الأول، أو 50 عاماً بعد الإنشاء إذا لم يُعرض العمل خلال 50 عاماً من تاريخ إنشائه. قد تختار الدول التي تخضع للإصدارات القديمة من المعاهدة، تقديم مدد حماية خاصة بها، وقد تُمنح بعض أنواع الأعمال والمصنفات (مثل التسجيلات الصوتية والأفلام السينمائية) مدد حماية أقصر.
إذا كان المؤلف مجهول الهوية، مثلاً لأن المؤلف تعمّد أن يكون مجهول الهوية أو عمل تحت اسم مستعار، فإن الاتفاقية تنص على مدة حماية تبلغ 50 عامًا بعد النشر ("بعد إتاحة العمل للجمهور بشكل قانوني"). ومع ذلك، إذا تم الكشف عن هوية المؤلف، تُطبق مدة حماية المؤلف المعروف (50 عامًا بعد الوفاة).
على الرغم من أن اتفاقية برن تنص على تطبيق تشريع الدولة التي يُطالب فيها بحقوق الحماية، إلا أن المادة 7 (8) تنص على أنه "ما لم ينص تشريع تلك الدولة على خلاف ذلك، لا يجوز أن تتجاوز المدة المحددة في دولة المنشأ للعمل"، أي أن المؤلف عادةً لا يحق له مدة حماية أطول في الخارج مما يحق له في وطنه، حتى وإن كانت القوانين في الخارج تنص على مدة أطول. وهذا ما يُعرف عادةً بـ "حكم الفترة الأقصر". ولا تقبل جميع الدول بهذه القاعدة.

### الحدّ الأدنى من المعايير
بالنسبة للأعمال والمصنفات، يجب أن تشمل الحماية "كل إنتاج في المجال الأدبي والعلمي والفني، بغض النظر عن طريقة أو شكل التعبير عنه" (المادة 2 (1) من الاتفاقية).
مع مراعاة بعض الاستثناءات أو التحفظات أو القيود المسموح بها، فإن الحقوق التالية يجب أن يُعترف بها بمثابة حقوق حصرية للتفويض:
- الحق في الترجمة،
- الحق في إجراء التعديلات والترتيبات على العمل،
- الحق في الأداء العام والعلني  للأعمال الدرامية، والدرامية الموسيقية، والموسيقية،
- الحق في إلقاء  الأعمال الأدبية في الأماكن العامة،
- الحق في إبلاغ الجمهور بأداء هذه الأعمال،
- الحق في البث (مع إمكانية أن تتيح دولة متعاقدة الحق في تعويض عادل بدلاً من حق الترخيص)،
- الحق في عمل نسخ بأي طريقة أو شكل (مع إمكانية أن تسمح دولة متعاقدة، في حالات خاصة معينة، بالنسخ دون إذن، بشرط ألا يتعارض النسخ مع الاستغلال الطبيعي للعمل/المصنف وألا يضرّ بشكل غير معقول بالمصالح المشروعة للمؤلف؛ ومع إمكانية أن تتيح دولة متعاقدة، في حالة التسجيلات الصوتية للأعمال الموسيقية، الحق في الحصول على تعويض عادل)،
- الحق في استخدام المصنف أو العمل بمثابة أساس لعمل أو مصنف سمعي بصري، والحق في نسخ ذلك العمل/المصنف السمعي البصري وتوزيعه وأدائه علناً أو إيصاله للجمهور.

### الاستثناءات والقيود
تتضمن اتفاقية برن عدداً من الاستثناءات المحددة، موزعة في عدة مواد بسبب الأسباب التاريخية لمفاوضات برن. على سبيل المثال، تسمح المادة 10 (2) لأعضاء برن بتوفير "استثناء للتعليم" ضمن قوانين حقوق المؤلف الخاصة بهم. ويقتصر هذا الاستثناء على الاستخدام كأداة توضيحية للموضوع الذي يتم تدريسه، ويجب أن يكون مرتبطًا بالأنشطة التعليمية.
بالإضافة إلى الاستثناءات المحددة، تنشئ اتفاقية برن "اختبار الخطوات الثلاث" في المادة 9 (2)، الذي يضع إطاراً للدول الأعضاء لتطوير استثناءاتها الوطنية الخاصة. يحدد اختبار الخطوات الثلاث ثلاثة شروط: أن يكون التشريع مقصورًا على (1) حالات خاصة معينة؛ (2) ألا يتعارض الاستثناء مع الاستغلال الطبيعي للمصنف، و(3) ألا يضر الاستثناء بشكل غير معقول بالمصالح المشروعة للمؤلف.[بحاجة لمصدر]
لا تشير اتفاقية برن صراحةً إلى مبادئ مثل "الاستخدام العادل" أو "المعاملة العادلة"، مما دفع بعض منتقدي الاستخدام العادل للقول إن هذا الاستخدام ينتهك الاتفاقية. ومع ذلك، تجادل الولايات المتحدة ودول أخرى تعتمد مبدأ الاستخدام العادل بأن المعايير المرنة مثل الاستخدام العادل تشمل عوامل اختبار الخطوات الثلاث، وبالتالي فهي متوافقة. وقد قضت لجنة منظمة التجارة العالمية بأن هذه المعايير ليست متعارضة.
لا تتضمن اتفاقية برن مفهوم "الملاذ الآمن للإنترنت" الحديث، ببساطة لأن الإنترنت لم تكن معروفة في ذلك الوقت. ينص البيان المشترك للأطراف في معاهدة الويبو بشأن حق المؤلف لعام 1996 على: "يُفهم أن مجرد توفير التسهيلات والمرافق المادية التي تمكّن أو تسهل الاتصال لا يرقى في حد ذاته إلى مستوى الاتصال بالمعنى المقصود في هذه المعاهدة أو اتفاقية برن." قد يعني هذا أن مزودي خدمات الإنترنت غير مسؤولين عن الاتصالات المخالفة التي يقوم بها المستخدمون.
ونظرًا لاستخدام الشركات الإنترنت لنشر محتوى ينتجه المستخدمون، فقد جادل النقاد بأن اتفاقية برن ضعيفة في حماية المستخدمين والمستهلكين من دعاوى التعدي والانتهاك الواسعة أو القاسية، مع عدم وجود استثناءات أو قيود جوهرية أخرى تقريبًا. في الواقع، كانت معاهدة مراكش لتيسير النفاذ إلى المصنفات المنشورة لفائدة الأشخاص المكفوفين وذوي الإعاقات الطباعية أول معاهدة دولية تركز على حقوق المستخدمين. ويجري أيضًا مناقشة معاهدات تتضمن استثناءات للمكتبات والمؤسسات التعليمية.[بحاجة لمصدر]

## التاريخ

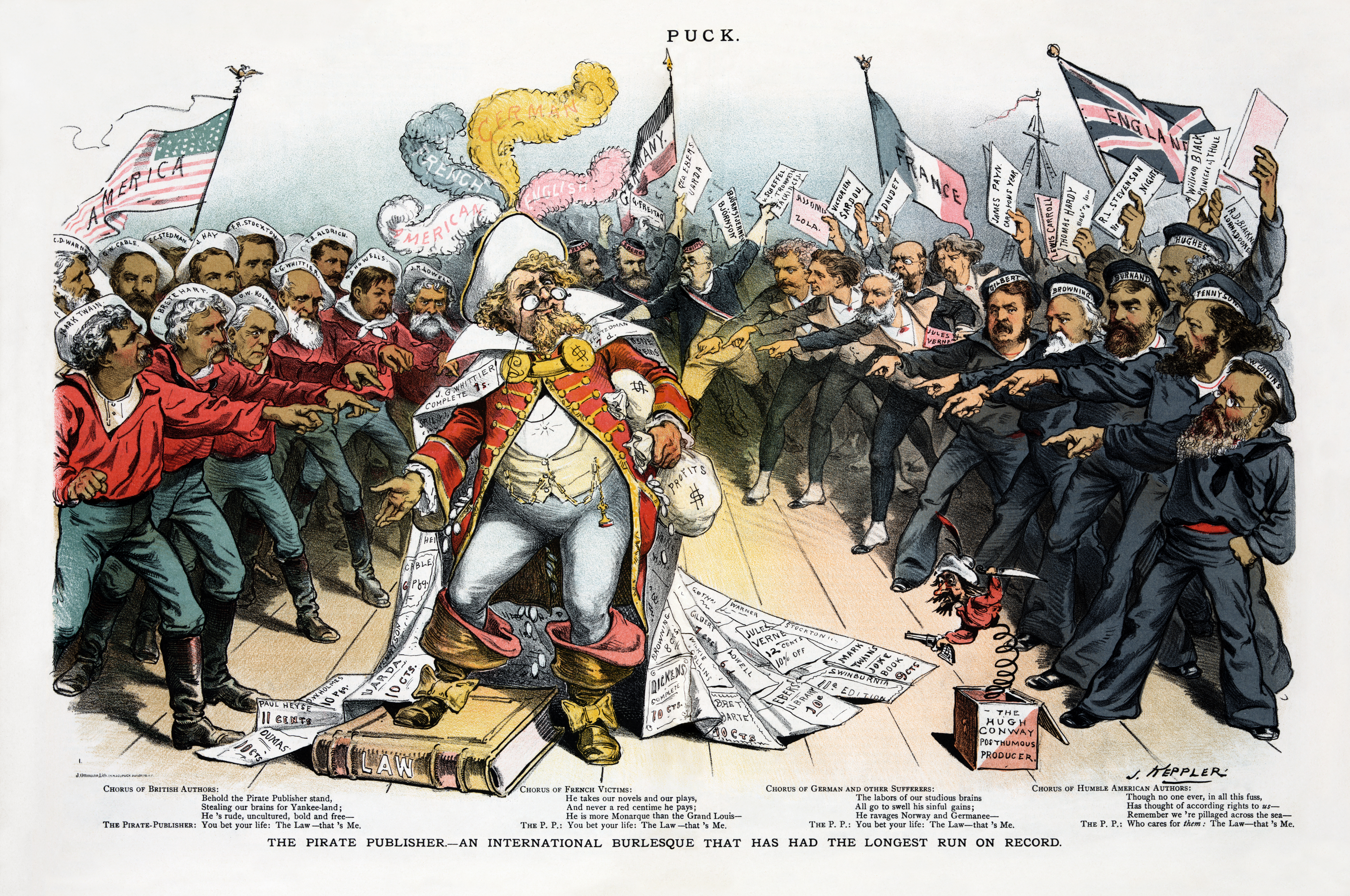
تُصور لوحة "ناشر القراصنة — مسرحية هزلية دولية ذات أطول مدة عرض مسجلة، من مجلة بوك عام 1886، السخرية من قدرة الناشرين على أخذ الأعمال من دولة ونشرها في دولة أخرى دون دفع حقوق للمؤلفين الأصليين.

طوّرت اتفاقية برن بناءً على مبادرة من فكتور هوغو من الرابطة الدولية للأدب والفنون. وهكذا، فقد تأثرت الاتفاقية "بحقوق المؤلفين" الفرنسي (droits d'auteur)، والتي تختلف عن المفهوم الأنجلو-ساكسوني لـ"حق المؤلف" (copyright) الذي كان يركز فقط على الجوانب الاقتصادية.
قبل اتفاقية برن، كانت تشريعات حق المؤلف غير منسقة على المستوى الدولي. فعلى سبيل المثال، كان العمل المنشور في المملكة المتحدة الذي يقدمه مواطن بريطاني محمياً بحق المؤلف هناك، ولكن يمكن لأي شخص في فرنسا نسخه وبيعه. وقد كتب الناشر الهولندي ألبرتوس ويليم سيتهوف، الذي برز في تجارة الكتب المترجمة، إلى فيلهلمينا ملكة هولندا في عام 1899 معارضاً للاتفاقية بسبب مخاوفه من أن القيود الدولية قد تعرقل وتخنق صناعة الطباعة الهولندية.
وقد سارت اتفاقية برن على خطى اتفاقية باريس لحماية الملكية الصناعية لعام 1883، والتي أنشأت بنفس الطريقة إطاراً للتكامل الدولي للأنواع الأخرى من الملكية الفكرية: براءات الاختراع، والعلامات التجارية، والتصاميم الصناعية.
ومثل اتفاقية باريس، أنشأت اتفاقية برن مكتباً لتولّي المهام الإدارية. في عام 1893، اندمج هذان المكتبان الصغيران (مكتب اتفاقية باريس ومكتب اتفاقية برن) ليشكلا المكتب الدولي الموحد لحماية الملكية الفكرية (المعروف باسمه الفرنسي المختصر BIRPI)، ومقره مدينة برن. في عام 1960، انتقل المكتب الدولي الموحد BIRPI إلى جنيف ليكون أقرب إلى الأمم المتحدة والمنظمات الدولية الأخرى في تلك المدينة. وفي عام 1967، أصبح المكتب الموحد المنظمة العالمية للملكية الفكرية (الويبو)، وفي عام 1974 أصبحت الويبو منظمة تابعة للأمم المتحدة.Nations.
اكتملت اتفاقية برن في باريس عام 1886، وأُجريت عليها مراجعات في برلين عام 1908، واستُكملت في برن عام 1914، ونقحت في روما عام 1928، وفي بروكسل عام 1948، وفي ستوكهولم عام 1967، وفي باريس عام 1971، وعدّلت عام 1979.
اعتُمدت معاهدة الويبو بشأن حق المؤلف عام 1996 لمعالجة القضايا التي أثارتها تكنولوجيا المعلومات والإنترنت، والتي لم تغطها اتفاقية برن.

### تبنّي الاتفاقية وتنفيذها
وقّعت الدول التالية على النسخة الأولى من معاهدة برن في 9 سبتمبر 1886، بلجيكا وفرنسا وألمانيا وهايتي وإيطاليا وليبيريا وإسبانيا وسويسرا وتونس والمملكة المتحدة.وصادقت عليها في 5 سبتمبر 1887.
وعلى الرغم من أن بريطانيا صادقت على الاتفاقية عام 1887، إلا أنها لم تنفّذ أجزاء كبيرة منها إلا بعد مرور مائة عام مع صدور قانون حقوق النشر والتصاميم وبراءات الاختراع لعام 1988.
صادقت الولايات المتحدة على الاتفاقية في 16 نوفمبر 1988، ودخلت الاتفاقية حيز التنفيذ بالنسبة للولايات المتحدة في 1 مارس 1989.
رفضت الولايات المتحدة في البداية أن تكون طرفاً في الاتفاقية، لأن ذلك يتطلب تغييرات كبيرة في قانون حقوق التأليف والنشر في الولايات المتحدة، لا سيّما ما يتعلق بالحقوق الأخلاقية، وإزالة المتطلبات العامة لتسجيل أعمال حقوق التأليف والنشر وإلغاء إشعار حقوق التأليف والنشر. أدّى ذلك أولاً إلى مصادقة الولايات المتحدة على اتفاقية بوينس آيرس عام 1910 ثم على الاتفاقية العالمية لحقوق النشر عام 1952 تلبيةً لرغبات دولٍ أخرى.
وبمراجعة اتفاقية برن التي أعدتها الويبو عام 1971، انضمت العديد من البلدان الأخرى إلى المعاهدة، كما ورد في القانون الاتحادي البرازيلي لعام 1975.
في الأول من مارس عام 1989، صدر قانون تنفيذ اتفاقية برن لعام 1988 في الولايات المتحدة، وأوصى مجلس الشيوخ الأمريكي بالتصديق على المعاهدة ووافق عليها، ما جعل الولايات المتحدة طرفاً في اتفاقية برن، وجعل اتفاقية حقوق الطبع والنشر العالمية قديمة تقريباً. باستثناء النقاط الفنية للغاية غير ذات الصلة، مع انضمام نيكاراجوا في عام 2000، أصبحت كل دولة عضو في اتفاقية بوينس آيرس عضواً أيضاً في برن، وبالتالي أصبحت اتفاقية بوينس آيرس أيضاً قديمة تقريبًا ومهملة بشكل أساسي.[بحاجة لمصدر]
وبما أن جميع الدول تقريباً أعضاء في منظمة التجارة العالمية، فإن اتفاقية حماية حقوق الملكية الفكرية (اتفاق تريبس) تشترط على الدول غير الأعضاء قبول جميع شروط اتفاقية برن تقريباً.
اعتباراً من أكتوبر 2022، بلغ عدد الدول الأطراف في اتفاقية برن 181 دولة. يتضمن ذلك 178 من الدول الأعضاء في الأمم المتحدة بالإضافة إلى جزر كوك، والكرسي الرسولي ونييوي.

## الأطراف العربية المتعاقدة
الجدول التالي يوضح تاريخ انضمام الدول العربية في اتفاقية برن مرتبة من الأقدم إلى الأحدث
| الدولة                   | الانضمام       | بدء النفاذ     |
| ------------------------ | -------------- | -------------- |
| تونس                     | 09 سبتمبر 1886 | 05 ديسمبر 1887 |
| المغرب                   | 16 يونيو 1917  | 16 يونيو 1917  |
| لبنان                    | 19 فبراير 1946 | 30 سبتمبر 1947 |
| ليبيا                    | 28 يونيو 1976  | 28 سبتمبر 1976 |
| مصر                      | 02 مارس 1977   | 07 يونيو 1977  |
| الأردن                   | 28 أبريل 1999  | 28 يوليو 1999  |
| قطر                      | 05 أبريل 2000  | 05 يوليو 2000  |
| السعودية                 | 11 ديسمبر 2003 | 11 مارس 2004   |
| سوريا                    | 11 مارس 2004   | 11 يونيو 2004  |
| الإمارات العربية المتحدة | 14 أبريل 2004  | 14 يوليو 2004  |
| اليمن                    | 14 أبريل 2008  | 14 يوليو 2008  |
| الكويت                   | 02 سبتمبر 2014 | 02 سبتمبر 2014 |

## قائمة الدول والمناطق غير الموقعة على اتفاقية برن
- أنغولا (لكنها انضمّت لاتفاقية حول الجوانب التجارية لحقوق الملكية الفكرية)
- إرتريا
- إثيوبيا (لكنها انضمّت لاتفاقية حول الجوانب التجارية لحقوق الملكية الفكرية بصفة مراقب)
- إيران (لكنها انضمّت لاتفاقية حول الجوانب التجارية لحقوق الملكية الفكرية بصفة مراقب)
- العراق (لكنها انضمّت لاتفاقية حول الجوانب التجارية لحقوق الملكية الفكرية بصفة مراقب)
- كوسوفو
- المالديف (لكنها انضمّت لاتفاقية حول الجوانب التجارية لحقوق الملكية الفكرية)
- جزر مارشال
- ميانمار (لكنها انضمّت لاتفاقية حول الجوانب التجارية لحقوق الملكية الفكرية)
- بالاو
- فلسطين
- بابوا غينيا الجديدة (لكنها انضمّت لاتفاقية حول الجوانب التجارية لحقوق الملكية الفكرية)
- سيشل (لكنها انضمّت لاتفاقية حول الجوانب التجارية لحقوق الملكية الفكرية)
- سيراليون (لكنها انضمّت لاتفاقية حول الجوانب التجارية لحقوق الملكية الفكرية)
- الصومال (لكنها انضمّت لاتفاقية حول الجوانب التجارية لحقوق الملكية الفكرية بصفة مراقب)
- جنوب السودان (لكنها انضمّت لاتفاقية حول الجوانب التجارية لحقوق الملكية الفكرية بصفة مراقب)
- تايوان (لكنها انضمّت لاتفاقية حول الجوانب التجارية لحقوق الملكية الفكرية)
- تيمور الشرقية (لكنها انضمّت لاتفاقية حول الجوانب التجارية لحقوق الملكية الفكرية، والاتفاقية العالمية لحقوق النشر (باريس) بصفة مراقب)

## وصلات خارجية
- موقع المنظمة العالمية للحقوق الفكرية
- النص الكامل لاتفاقية برن بصيغة PDF
- موقع الاتحاد العربي لحماية حقوق الملكية الفكرية